# Augustin Bourry
Augustin-Étienne Bourry dit Augustin Bourry, est né le 27 décembre 1826 à La Chapelle-Largeau dans les Deux-Sèvres. Prêtre des Missions étrangères de Paris, il est mort le 1er septembre 1854 au Tibet.
Entré très jeune au petit séminaire dans l'intention de se faire  missionnaire, il est ordonné prêtre malgré de très nombreuses difficultés, notamment scolaires. Il entre aux Missions étrangères de Paris en même temps que Théophane Vénard et est envoyé au Tibet pour y collaborer à la nouvelle mission.
Après un long voyage, il y retrouve Nicolas Krick, lui aussi des M.-E. Les deux missionnaires tentent de pénétrer au Tibet en passant par l'Inde du Nord. Le Père Krick était le seul Occidental à avoir réussi cet exploit peu de temps auparavant. Il n'y avait fait qu'un bref séjour.
Les deux amis entrent au Tibet mais, après avoir été contraints de rebrousser chemin, ils quittent le pays. Ils sont alors assassinés par le chef d'une tribu voisine. Les mobiles de ce double crime n'ont jamais été totalement élucidés.
Dans les années 1980, une partie de ces frontaliers du Tibet se convertit au christianisme. Cette nouvelle communauté catholique considère le martyre de Nicolas Krick et d'Augustin Bourry comme l'acte fondateur de leur Église. Leur procès de béatification en cours favorise la reprise des recherches.

## Biographie

### Jeunesse
À l'âge de douze ans, Augustin Bourry assiste avec ses camarades à une cérémonie religieuse. Le curé de l'école presbytérale de La Chapelle-Largeau leur présente les reliques de Jean-Charles Cornay, missionnaire des M.-E., mort martyr. Il ajoute qu'il « serait content si un de ces enfants pouvait plus tard devenir missionnaire comme l'était M. Cornay ». Augustin Bourry confiera plus tard qu'à dater de ce jour il avait fortement désiré répondre à l'appel formulé par le curé.
Il entre au collège de Saint-Maixent en 1842. Bien qu'il connaisse de sérieuses difficultés scolaires, il est maintenu et soutenu par le directeur qui croit en lui. En 1847, il gagne le petit séminaire de Montmorillon. Théophane Vénard y sera son illustre condisciple. Les quatre années qu'y passe Augustin Bourry sont laborieuses. Il reste dans le dernier quart du classement si bien qu'on lui refuse l'entrée au grand séminaire.
Découragé, Augustin Bourry retourne pour un temps dans sa famille. Cependant, face à ses parents inquiets pour son avenir Augustin se montre très sûr de lui et assure qu'il sera prêtre malgré les difficultés. Sa piété un peu excessive et son désir quasi obsessionnel de devenir missionnaire finissent par altérer sa santé. Le jeune homme s'impose de telles pénitences que son supérieur lui ordonne de les restreindre et de les atténuer. En outre, il souffre de troubles de conscience et de scrupules comme Thérèse de Lisieux. Plus tard, il décrira ainsi son état à l'un de ses collègues : « Dans ma cellule, pendant mon travail, j'y pensais, et souvent, lorsque j'écrivais, ma plume s'arrêtait tout à coup, et je pensais à être missionnaire. Dans les récréations du séminaire, dans les jours passés à Mauron, où je profitais si bien du repos pour me distraire par la récréation, je pensais à être missionnaire ; la nuit je ne pouvais dormir tant cette pensée était fortement gravée dans mon esprit ».
Les professeurs du séminaire mentionnent qu'Augustin Bourry est têtu, passionné, très pieux, très respectueux et prévenant à l'égard de ses supérieurs, mais réservé vis-à-vis de ses condisciples. Avec l'aide de son directeur spirituel il parvient à se défaire de ses scrupules et à se libérer de ses obsessions. Aussi peut-il poursuivre ses études au grand séminaire de Poitiers.
Il est ordonné sous-diacre, le 21 décembre 1850, en même temps que Théophane Vénard et diacre le 4 juillet 1851. Il peut alors entrer au séminaire des Missions étrangères de Paris, où Théophane Vénard l'a précédé en mars 1851.

### Missions étrangères de Paris

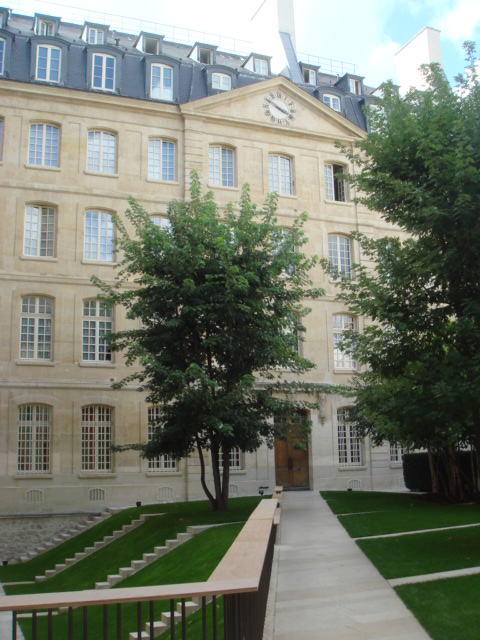
Séminaire des Missions étrangères de Paris, 128 rue du Bac, Paris.

Dès son arrivée dans la capitale en juillet 1851, il est immédiatement accueilli avec chaleur par les missionnaires présents.
Ses débuts parisiens coïncident avec la recrudescence des persécutions contre les chrétiens en Asie : martyre d'Augustin Schoeffler au Tonkin et de Jean-Baptiste Vachal en Chine. Ces victimes ne font que renforcer en lui le désir du martyre. Son ordination est reportée. Sur le plan intérieur, le Coup d'État du 2 décembre 1851 du Président de la République, Louis-Napoléon Bonaparte, futur Napoléon III, est le prélude de grands bouleversements politiques. Pour l'anecdote, on raconte que lors d'une visite de Paris, il est choqué par la nudité des statues ou des tableaux. Il va jusqu'à considérer ceux de l'Église de la Madeleine comme impies.
Bien que la formation au sein des M.-E. s'effectue dans un cadre très strict, Augustin Bourry semble très vite s'y adapter. Il découvre l'importance de la joie dans la vie spirituelle : « La tristesse est bannie pour jamais de ce séjour. Si un jour vous laissiez paraître un peu de tristesse sur votre visage, et qu'un directeur l'eût aperçu, aussitôt il va vous trouver, et vous revenez d'avec lui aussi gai que si vous n'aviez jamais éprouvé de bonheur ». Il fait l'apprentissage du billard et de la pétanque dans le jardin du séminaire. Ces nouvelles disciplines, pour insignifiantes qu'elles puissent paraître au premier abord, modifient son comportement : il se montre plus ferme, plus sûr de lui et ses activités révèlent des talents et des capacités intellectuelles méconnues jusque-là.
Augustin est nommé à l'infirmerie. Il est notamment chargé de prodiguer des soins à deux missionnaires malades. En mai 1852, une épidémie de fièvre parathyphoïde se déclenche au sein des MEP et lui prend tout son temps.
Le 5 juin 1852 Augustin est ordonné prêtre à Notre-Dame avec cinq autres séminaristes, un diacre et trois sous-diacres. Le lendemain, le supérieur lui demande de se préparer pour la Corée, l'une des missions les plus dangereuses. Augustin, très satisfait de cette destination, est contraint d'ajourner son départ. Finalement, le 28 juillet 1852, il est envoyé au Tibet où le christianisme est encore tout à fait inconnu. En fait, ce choix est surtout motivé par son expérience d'infirmier. Cette région du monde souffre de maladies qui réclament des soins urgents et appropriés. Les tribus abors, mishmis et tibétaines, avec lesquelles Nicolas Krick a pris contact, ont grand besoin d'une aide sanitaire.
De cette époque date un portrait de lui effectué par un photographe ; les M.-E. le font parvenir à sa mère.

### Missionnaire au Tibet

#### Traversée pour l'Inde
Ce 12 août 1852, de nombreux habitants de sa paroisse ont fait le déplacement. Augustin Bourry est ému de cette marque d'attention à l'occasion de son départ en mission. Il prend le train pour Bordeaux avec les confrères des M.-E. envoyés en Inde : Clovis Bolard, François Thirion, Jean-Denis David, François-Xavier Digard, Charles Dallet. Ils embarquent sur le Vallée-le-Luz. Augustin emporte avec lui des livres d'anglais, d’hindoustani, de tibétain, un fusil et un accordéon, tous objets réclamés par Nicolas Krick déjà en Inde du Nord d'où il compte gagner le Tibet.
Le voyage est long et Augustin Bourry souffre souvent du mal de mer. Le Vallée-du-Luz mouille au cap de Bonne-Espérance le 4 novembre 1852. La traversée est aussi l'occasion pour Augustin Bourry de partager la vie de gens étrangers à l'Église, notamment les matelots dont la pratique religieuse est quasi nulle. Le Vallée-du-Luz accoste enfin à Pondichéry, la première escale en Inde, le 26 décembre 1852 après cent vingt-quatre jours de navigation. Mgr Bonnard accueille les voyageurs.
Augustin découvre le pays et la chaleur tropicale. La nudité des Indiens, loin de le choquer comme celle des statues et des tableaux de La Madeleine, le touche.
Le 9 janvier 1853, il reprend la mer pour Madras. Il y séjourne du 14 au 30 janvier. Le 4 février 1853, il gagne Calcutta où des religieux lui font bon accueil. Il poursuit sa route jusqu'à Guwahati où l'attend Louis Bernard, lui aussi des Missions étrangères de Paris. Il tombe malade et doit garder le lit pendant plusieurs jours.

#### Installation dans l'Inde du Nord
À Guwahati, au cours d'un long séjour, Louis Bernard lui narre les difficultés rencontrées dans la mission pour le Tibet. Augustin Bourry souffre de la précarité de l'installation des missionnaires dans cette ville de l'Assam. Il fait état dans sa correspondance de très sérieuses difficultés d'adaptation, au climat notamment. Aussi écrit-il à ses parents : « Les difficultés de tout genre se présentent devant nous : difficultés physiques, difficultés morales, elles existent, je puis vous dire, au suprême degré. »
Le 4 mai 1853, Louis Bernard et lui pensent retrouver Nicolas Krick, devenu supérieur de la mission du Tibet, à Nowgong, ville du Madya Pradesh du district de Chhatarpur. Or, une lettre de Nicolas Krick les invite à le rejoindre à Saikhoa. Augustin y part seul le 20 juin 1853. Parvenu à destination le 22 juillet 1853, il apprend que Nicolas Krick, dont l'état de santé est de plus préoccupants, est allé se faire soigner à Nowgong. Augustin décide de rester sur place et de voir venir. Il profite de sa solitude pour approfondir sa connaissance de l'anglais et des différents dialectes locaux.
En novembre 1853, Nicolas Krick, qui a recouvré la santé, s'en retourne vers Saikhoa en compagnie de Louis Bernard. Augustin Bourry a vent de leur prochaine arrivée au début du mois suivant et les trois hommes sont enfin réunis le 10 décembre 1853. Nicolas Krick apprend à ses deux compagnons que les Missions étrangères de Paris leur demandent de rejoindre une autre mission qui cherche à atteindre le Tibet par la Chine. Quelques jours plus tard, Louis Bernard quitte les deux missionnaires pour le sud. Nicolas Krick et Augustin Bourry préparent la nouvelle expédition qui leur ouvrira les portes du Tibet.
Nicolas Krick, le premier occidental à avoir réussi à pénétrer au Tibet le 5 janvier 1852, cherche à passer par le territoire des Abors, afin d'éviter les Mishmis. Mais les négociations avec les Abors échouent et cette solution s'avère inenvisageable. Le 19 février 1854, les deux missionnaires optent pour la remontée du Brahmapoutre, ce qui les oblige à traverser les territoires Mishmis. Après avoir réussi à embaucher des guides, ils commencent à effectuer la remontée. Mais les difficultés sont telles qu'ils sont contraints, dès le 24 février 1854 de modifier leur itinéraire afin de poursuivre l'expédition. Ce changement nécessite des porteurs qu'il faut rétribuer.
Le 10 mai 1854, Augustin Bourry réussit à envoyer une lettre depuis un village Mishmi. Les difficultés s'accumulent pour les deux missionnaires. D'une part, ils progressent très lentement. D'autre part, des menaces sur leur matériel et leurs vies rendent quasi impossible l'approche du Tibet. Le 25 juillet 1854, une autre lettre des deux missionnaires permet de mesurer leur avancée : ils ont alors atteint Oualong. Ils ont faim et les maladies s'enchaînent. Les deux prêtres manquent cruellement de l'équipement nécessaire. Augustin réclame des chaussures imperméables et le matériel ad hoc pour protéger ses livres de l'humidité. Les conditions du voyage défient tout principe hygiénique : par exemple, on dort dans les demeures des habitants avec les poules et les cochons.

#### Arrivée auTibetet assassinat
Les deux missionnaires parviennent au village tibétain de Sommeu le 29 juillet 1854. Malgré leur extrême fatigue, ils écrivent une courte lettre, la dernière reçue d'eux, pour annoncer leur arrivée en territoire tibétain.
Augustin Bourry est assassiné le 1er septembre 1854 par des membres de la tribu mishmi, en même temps que Nicolas Krick. Le mobile de cet homicide n'est pas clairement établi. Il existe plusieurs versions. Ou bien un chef de tribu, Kaïsha, les aurait tués, selon les guides des deux hommes, à l'intérieur d'une hutte. Ou bien, selon d'autres, un différend aurait éclaté à propos d'un drap que Nicolas Krick n'aurait pas voulu donner lors de son passage sur les terres du chef. L'assassinat aussitôt connu, les Anglais vont procéder à une enquête et organiser une expédition punitive.
Ils récupèrent les effets personnels de Nicolas Krick et d'Augustin Bourry. Le chef de tribu est condamné à mort, mais grâce à l'intervention de Louis Bernard sa peine est commuée en réclusion à perpétuité.
Les interrogatoires permettent de comprendre que seul Augustin Bourry, malade, était à l'intérieur de la hutte quand il a été assassiné. Nicolas Krick, lui, se serait trouvé au bord de la rivière dans laquelle on l'a précipité. Les motivations exactes du chef Kaïsha échappent aux enquêteurs : le vol, la vengeance, l'hostilité à la religion catholique, toutes les options sont admissibles.
Quand la nouvelle de la mort des deux missionnaires leur parvient en janvier 1855, les directeurs des M.-E. supplient l'évêque de Calcutta de tout faire pour éviter des représailles ou toute initiative politique malencontreuse du gouvernement britannique.
Le fait que des objets appartenant aux deux prêtres soient retrouvés en 1854 au Tibet incite Adrien Launay, prêtre et historien des Missions étrangères de Paris, à penser que la mort des deux religieux aurait été commanditée par les autorités tibétaines. De fait, de 1852 à 1854, les relations sont tendues entre Anglais et Tibétains. Ces derniers auraient pris Nicolas Krick et Augustin Bourry pour des Anglais. Cette thèse est partiellement remise en question par Laurent Deshayes dans son ouvrage Tibet (1846-1952). Selon lui, le chef de tribu Kaïsha n'aurait jamais fait mention des Tibétains au cours des interrogatoires.

## Postérité

### Début d'hagiographie
L'assassinat d'Augustin Bourry est vite interprété comme un martyre. Les directeurs des M.-E. écrivent à l'archevêque de Calcutta, comparant la mort d'Augustin Bourry à celle des martyrs du Viêt Nam : « Le respect pour leur mémoire qui ne doit rappeler aux tribus sauvages au milieu desquelles ils sont passés que les martyrs de la charité et du zèle apostolique, aussi bien que le caractère tout spirituel de leur entreprise, dont ils se sont efforcés en toute occasion d'écarter jusqu'au moindre soupçon de vues politiques, nous semblent des raisons suffisantes de ne pas désirer l'intervention du gouvernement britannique ».
Quelques années plus tard, en 1862, Auguste Desgodins voudra convaincre d'entamer la procédure du procès en béatification de Nicolas Krick et d'Augustin Bourry en tant que martyrs. Cependant, les directeurs des Missions étrangères n'y répondent pas favorablement, estimant que le « martyre pour la foi n'est pas bien constaté ».

### Postérité chez les tribus d'Assam
La politique du gouvernement indien visant à la protection des tribus de l'Arunachal Pradesh conduit à interdire l'accès à cette région aux missionnaires. Ce n'est qu'en 1978 qu'un prêtre salésien indien, le père Thomas Menamparampil, directeur d'école, parvient à reprendre contact avec les Mishmis à l'invitation d'un des chefs de tribus. Lors de sa visite, le chef de tribu et ses membres se convertissent au catholicisme qui connaît localement un essor considérable. Le 2 août 1979, neuf-cent-vingt-quatre membres de la tribu des Noctes demandent le baptême.
Le père Thomas Menamparampil fait alors rédiger une vie de Nicolas Krick et d'Augustin Bourry à partir des archives de l'évêché. Cette hagiographie accroît la dévotion aux deux missionnaires désormais considérés comme les fondateurs de l'Église de l'Arunachal Pradesh. En 1981 Thomas Menamparampil, nommé évêque de Dibrugarh, tente d'organiser l'évangélisation de la région. En 1983, une école est ouverte, ce qui augmente les conversions.
En 1991, Thomas Menamparampil renoue le contact  avec les Missions étrangères de Paris qui découvrent l'influence exercée par Nicolas Krick et Augustin Bourry dans la région. En 1993, on consacre la première église en présence de Mère Teresa. Les nouveaux chrétiens locaux demandent officiellement la béatification de Nicolas Krick et d'Augustin Bourry. Leur procès est à l'instruction et les M.-E. s'intéressent à nouveau aux deux missionnaires. Ils soutiennent la publication des écrits de Nicolas Krick et d'Augustin Bourry de même que l'histoire de la première mission vers le Tibet du Nord. L'historienne Françoise Fauconnet-Buzelin publie en 1999 Les Porteurs d’espérance, La mission du Tibet-Sud aux éditions du Cerf.